# Vojteh
Vojko je moško osebno ime.

## Izvor imena
Ime Vojteh je različica moškega osebnega imena Vojko.

## Tujejezikovne različice imena
- pri Angležih, Nemcih, Poljakih: Wojciech
- pri Čehih: Vojtěch
- pri Slovakih: Vojtech

## Pogostost imena
Po podatkih Statističnega urada Republike Slovenije je bilo na dan 31. decembra 2007 v Sloveniji število moških oseb z imenom Vojteh: 90.

## Osebni praznik
Osebe z imenom Vojteh godujejo 23. aprila  (Voteh, škof in mučenec, † 23.apr. 997) ali 6. februarja  (Gverin, italijanski škof, † 6.feb. 1159).